# エリザベス・ハリソン

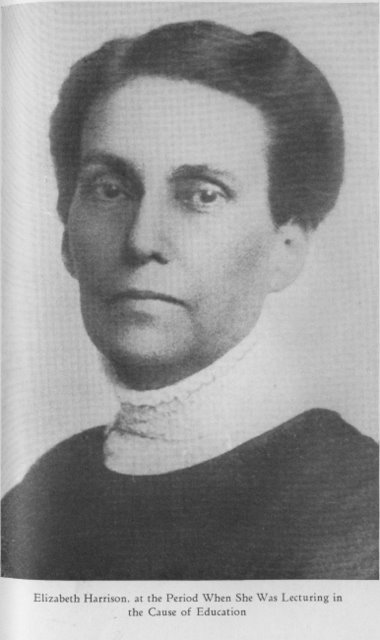
エリザベス・ハリソン、彼女の著書『Sketches Along Life's Road』に収録された写真

エリザベス・ハリソン(Elizabeth Harrison、1849年9月1日 - 1927年10月31日) は、アメリカ合衆国の教育者。彼女は今日、ナショナル・ルイス大学として知られている学校の創立者で、初代学長である。ハリソンは、幼児教育の専門的な基準を設定し、幼児教育の専門家を養成しようとした開拓者でもある。

## 生涯
1870年代にシカゴで初期の幼稚園運動と出会い、初期の幼稚園教育者アリス・パットナムとともに学んだ後、セントルイスとニューヨークで、幼稚園教師としての訓練を受けている。その後、彼女はアイオワとシカゴで幼稚園教師としてのキャリアを歩き始めた。 母親たちを教育に巻き込みながら、ハリソンとパットナムは、1883年にシカゴ幼稚園倶楽部を設立。フリードリヒ・フレーベルの『母の歌と愛撫の歌』に大きな影響を受けた。1886年ハリソンはシカゴで幼稚園の先生のための養成学校を設立した。彼女の学校で働いていたドイツ人女性がよく使う考え方に魅せられて、ハリソンはそれについてもっと学ぼうと決意した。彼女は、こうした考え方の足跡を辿って、ベルリンのペスタロッチ・フレーベルハウスにまでたどり着き、1889年、教えを受けるためにベルリンまで出かけた。ドイツからの帰国後、彼女は自分の学校の名前を「シカゴ幼稚園教師養成カレッジ」と改称する。
ハリソンの学校は、教育界でも革新的な学校として評判になった。彼女はこの学校で1920年定年になるまで学長を務めた。この学校は、現在、ナショナル・ルイス大学の一部となっている。 

## 著作
- A Study of Child Nature (1890[2])
- The Kindergarten as an Influence in Modern Civilization (1893[6])
- In Storyland (1895)
- Some Silent Teachers (1903)
- Misunderstood Children (1908)
- Montessori and the Kindergarten (1913)
- The Unseen Side of Child Life (1922)
- Sketches Along Life's Road(1930[7][8])…自伝、死後に刊行

## 影響
ノーベル平和賞を受賞したハルハウスのジェーン・アダムズは、自分の同僚にして親友でもあったハリソンについて、こう語っている。「彼女は私が知っているどの人よりも多くのことを成し遂げ、彼女は教育の世界のすべてに光と力を与えた」
。
1890年代、ハリソンはシカゴで毎年のように研究大会を開催し、これが今日、親と教師をつなぐ組織として知られるPTAの設立につながっている。